# Chapelle Saint-Michel de Carnac
Pour les articles homonymes, voir Chapelle Saint-Michel.
La chapelle Saint-Michel est située au sommet du tumulus Saint-Michel, à Carnac dans le Morbihan, en France.

## Historique
La chapelle actuelle est bâtie en 1926 et est dédiée à l'archange saint Michel. Elle fait suite à trois bâtiments plus anciens. Le premier semble dater du VIe siècle et précède une construction, dédiée à saint Cornély, élevée dans les années 1660,,. Cette deuxième chapelle, détruite lors de la période révolutionnaire, en représailles de l'expédition de Quiberon, est remplacée à l'identique en 1813. La quatrième chapelle est ainsi construite en 1926, en reprenant toutefois le plan et une partie des matériaux des édifices antérieurs.
Située sur un point haut, culminant à près de 44 m au-dessus du niveau de la mer, la chapelle a longtemps servi d'amer aux marins rentrant aux ports du Pô (environ 2,2 km à vol d'oiseau) et de La Trinité-sur-Mer (environ 3,4 km à vol d'oiseau).

## Architecture
La chapelle est bâtie sur un plan rectangulaire simple. Sa façade occidentale est surmontée d'un clocheton et fait face au calvaire du XVIe siècle, monument historique.
Plusieurs fresques de l'artiste Alice Pasco en décorent l'intérieur : elles représentent la Marche de l'humanité vers Dieu ou la Destinée humaine.

## Culte
Une messe est organisée le premier dimanche du mois de septembre.

## Traditions
Autrefois, les femmes de marins pouvaient y venir en pèlerinage pour que les vents soient favorables à leurs maris partis en mer. Pour ce faire, il leur fallait balayer la chapelle en rejetant la poussière vers le côté d'où elles espéraient voir souffler les vents.